# نوبورو سوجيمارا
نوبورو سوجيمورا (باليابانية: 杉村 升)، من مواليد 28 يونيو 1948، وتوفي بتاريخ 25 فبراير 2005، هو كاتب سيناريو ياباني، اشتهر بإنتاج بعض سلاسل ألعاب الفيديو، مثل دينو كريسس وريزدنت إيفل وأونيموشا.